# Marathon de la Jungfrau
Le marathon de la Jungfrau est l'un des marathons de montagne les plus connus au monde, planté au cœur du décor des montagnes Eiger, Mönch et Jungfrau dans la région de l'Oberland bernois des Alpes suisses.

## Histoire
Inspiré par le Swiss Alpine Marathon à Davos, Heinz Schild, fondateur du Grand Prix de Berne, rêve de voir un marathon de montagne dans la région touristique de l'Oberland bernois. En 1993, à l'occasion des 100 ans du Chemin de fer de la Schynige Platte, le directeur du Chemin de fer de la Jungfrau Peter Wenger demande à Heinz Schild s'il souhaite créer une course de montagne à la Schynige Platte pour l'occasion. Ce dernier accepte mais refuse l'idée de la Schynige Platte. Il met en place son idée de marathon de montagne reliant Interlaken à Kleine Scheidegg,,. La première édition a lieu le 25 septembre 1993 et connaît d'emblée un grand succès avec 1 500 participants au départ malgré la neige,.
Lors de sa création, le marathon se jumelle avec la course du Mont Fuji afin de permettre aux meilleurs athlètes japonais de la discipline de venir courir en Suisse et en échange, d'attirer des coureurs étrangers au Japon.
En 2002, pour célébrer la dixième édition du marathon, les organisateurs décident de donner deux départs, le samedi et le dimanche, afin d'augmenter le nombre de participants limités à 4000 par jour,.
Après avoir battu le record du parcours de Sierre-Zinal en 2003, le champion du monde de course en montagne Jonathan Wyatt prend pour la première fois le départ du marathon de la Jungfrau. Survolant la concurrence, il s'impose en 2 h 49 min 1 s. Il établit un nouveau record du parcours en devenant le premier homme à franchir la ligne d'arrivée sous les 2 h 50. Il bat le tenant du titre Tesfaye Eticha de douze minutes.
L'édition 2007 accueille le Challenge mondial de course en montagne longue distance. Jonathan Wyatt et Anita Håkenstad Evertsen sont titrés. L'édition attire 4 200 participants de 50 pays.
L'édition 2012 accueille à nouveau le Challenge mondial de course en montagne longue distance. Celle nouvelle édition anniversaire se court à nouveau sur deux jours. Plus de 6 300 participants y prennent le départ. L'Autrichien Markus Hohenwarter décroche le titre en remportant sa deuxième victoire d'affilée. Chez les femmes, c'est l'Américaine Stevie Kremer qui s'impose.
La Suissesse Martina Strähl établit un nouveau record féminin du parcours en 2016 en 3 h 19 min 15 s en devenant la première femme en moins de 3 h 20. Sa compatriote Maude Mathys abaisse le record à 3 h 12 min 56 s l'année suivante.
En 2019, le marathonien Patrick Wieser reprend la direction de l'événement.
L'édition 2020 est annulée en raison de la pandémie de Covid-19.
En 2021, l'ancienne championne du monde de natation handisport Chantal Cavin (en) est la première personne aveugle à courir le marathon. Aidée par deux guides sur les passages techniques, elle rallie l'arrivée en 4 h 48 min 0 s.
En 2022, le Kényan Mark Kangogo franchit le premier la ligne d'arrivée en 2 h 59 min 16 s. Il reçoit par la suite une suspension de trois ans pour dopage subséquent à un contrôle lors de la course Sierre-Zinal. Ses résultats à compter du 13 août 2022 sont annulés et sa victoire revient au Marocain Elhousine Elazzaoui.
Pour célébrer la trentième édition de la course en 2023, le parcours subit une modification sur les derniers kilomètres pour donner l'arrivée à Eigergletscher, la station suivante du chemin de fer de la Jungfrau. Un semi-marathon partant de Lauterbrunnen est également ajouté à l'événement.

## Parcours
La course, d'une distance de 42,195 km, part d'Interlaken et comporte un dénivelé de 1 823 m pour atteindre l'arrivée en la station de Kleine Scheidegg.
Les premiers 10 km du parcours sont plats. La course démarre au centre de la ville d'Interlaken, circule au cœur du centre-ville avant de se diriger vers l'est vers Bönigen, où les coureurs courent brièvement le long de la rive du lac de Brienz. La course s'oriente alors vers le sud jusqu'à Wilderswil au km 10. De là, elle se dirige vers Zweilütschinen et Lauterbrunnen (à 20 km/h pour l'élite). Après Lauterbrunnen la course devient plus raide, pour monter à la station de Wengen. Puis le parcours se dirige vers le sud-est et poursuit son ascension vers Wengernalp, tournant vers l'est, puis vers le nord-est sous l'Eiger. Le parcours atteint son point le plus haut à 2 205 m au km 40, puis descend lors du dernier kilomètre jusqu'à Kleine Scheidegg à une altitude de 2 061 m.

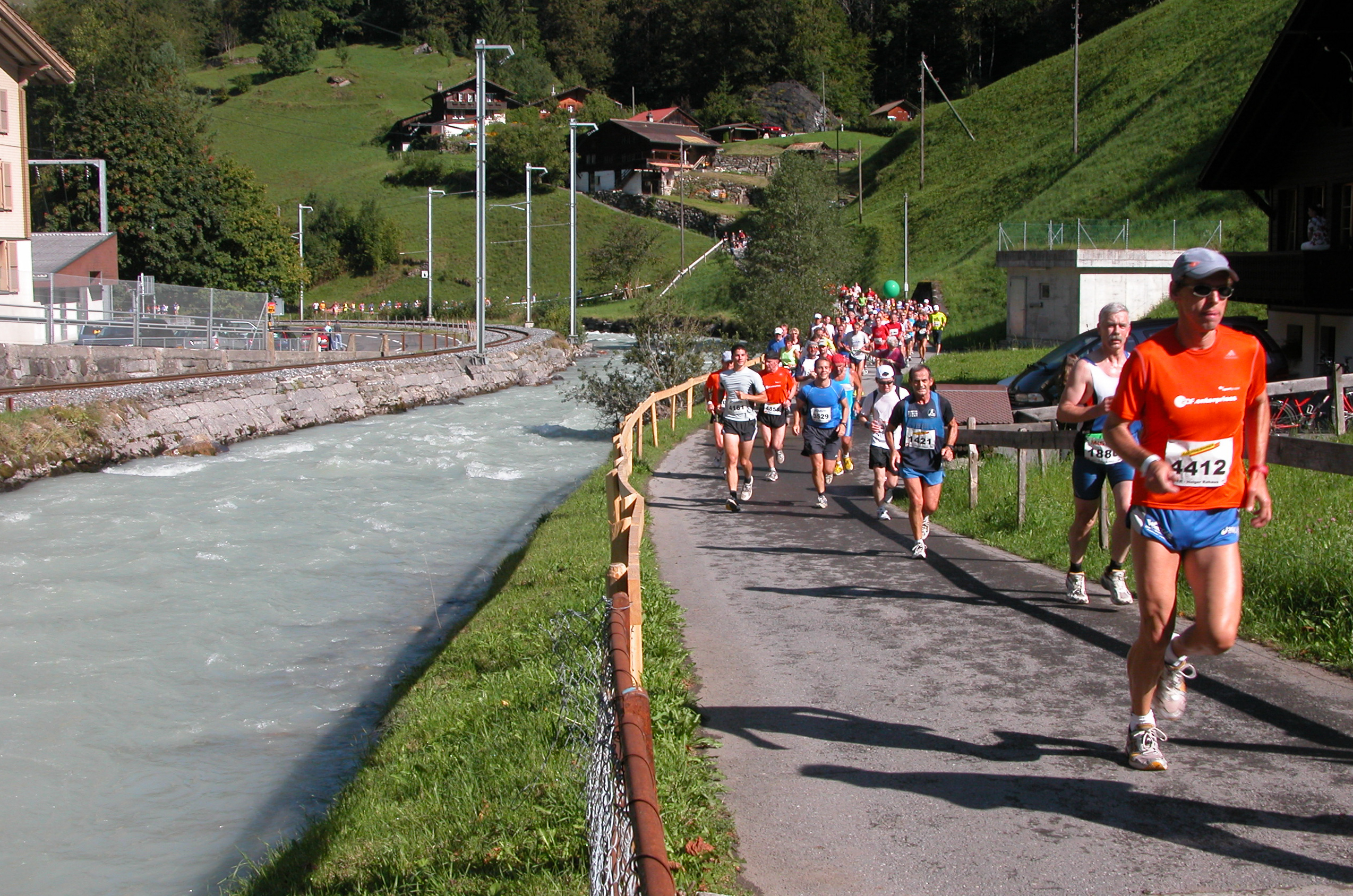
Parcours goudronné avant Lauterbrunnen.
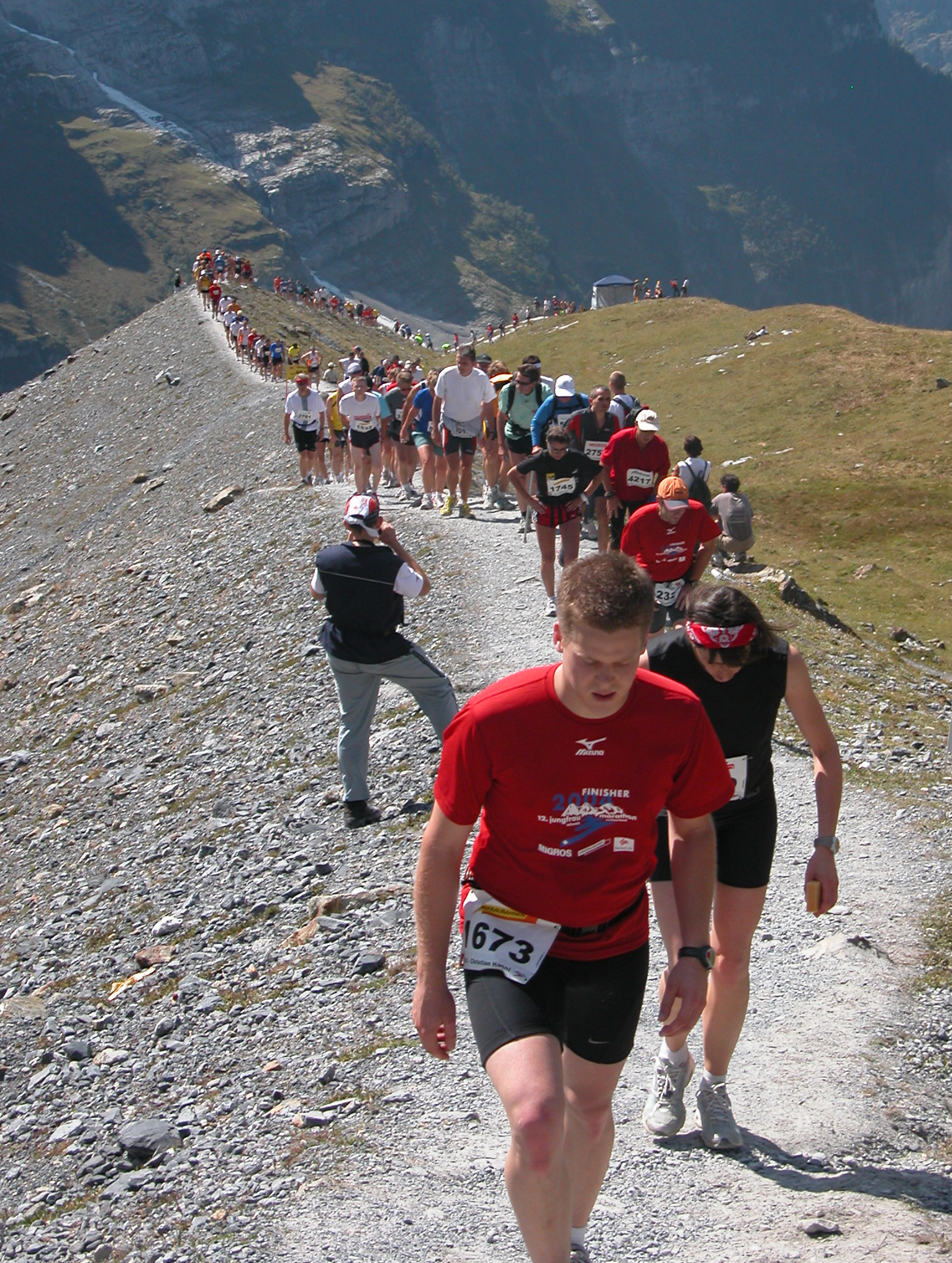
Montée sur la moraine du glacier de l'Eiger.
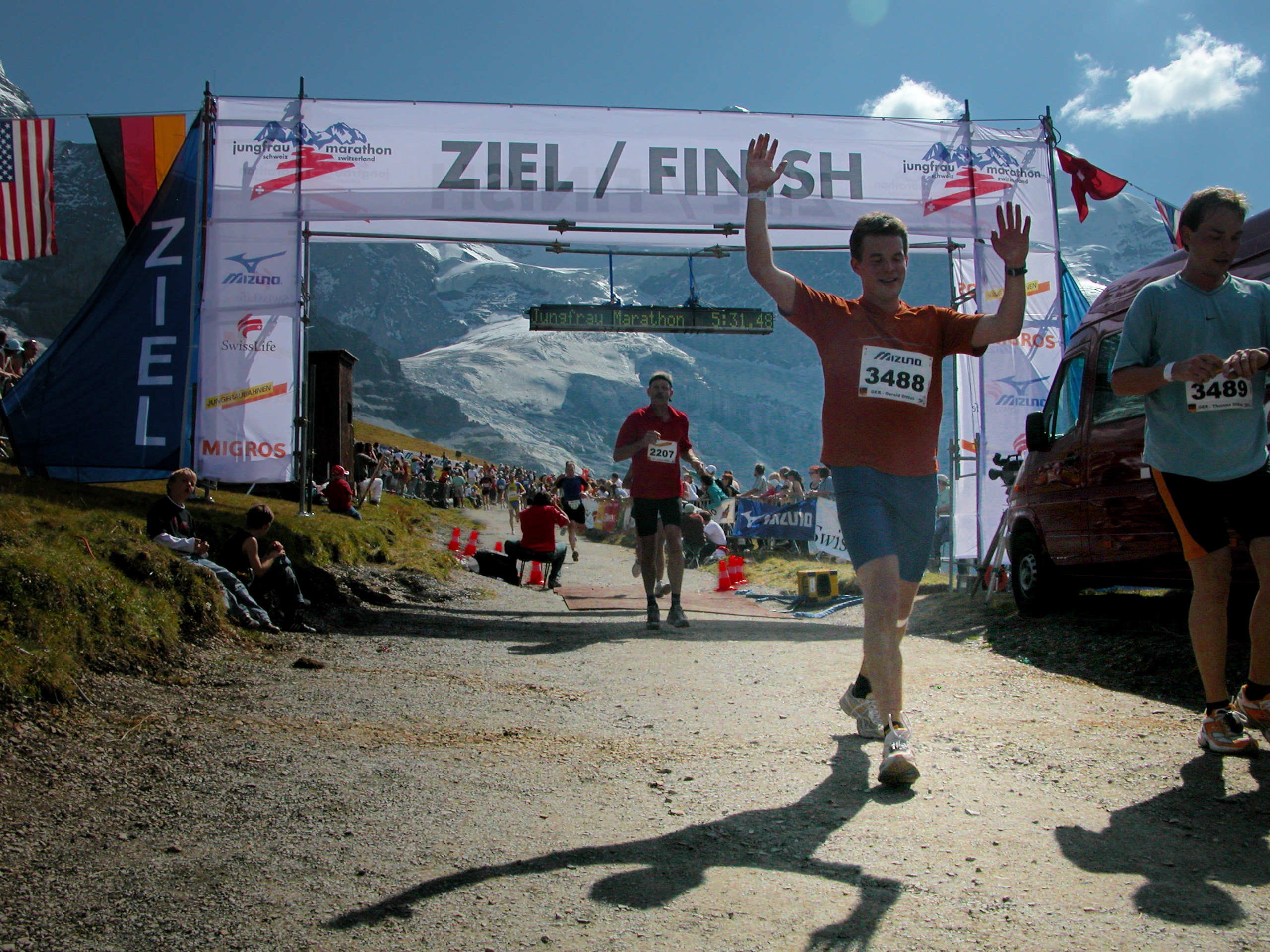
Arrivée à Kleine Scheidegg.

## Vainqueurs
| Édition | Date               | Hommes                                              | Hommes                                              | Hommes                                              | Hommes                                              | Femmes                                              | Femmes                                              | Femmes                                              | Femmes                                              |
| ------- | ------------------ | --------------------------------------------------- | --------------------------------------------------- | --------------------------------------------------- | --------------------------------------------------- | --------------------------------------------------- | --------------------------------------------------- | --------------------------------------------------- | --------------------------------------------------- |
|         |                    | Rang                                                | Athlète                                             | Pays                                                | Temps                                               | Rang                                                | Athlète                                             | Pays                                                | Temps                                               |
| 1re     | 25 septembre 1993  | 1er                                                 | Jörg Hägler                                         | Suisse                                              | 3 h 0 min 5 s                                       | 56e                                                 | Birgit Lennartz                                     | Allemagne                                           | 3 h 30 min 0 s                                      |
| 2e      | 24 septembre 1994  | 1er                                                 | Marco Kaminski                                      | Suisse                                              | 3 h 2 min 5 s                                       | 33e                                                 | Fabiola Rueda-Oppliger                              | Suisse                                              | 3 h 34 min 1 s                                      |
| 3e      | 9 septembre 1995   | 1er                                                 | Marco Kaminski — 2e victoire                        | Suisse                                              | 3 h 0 min 19 s                                      | 39e                                                 | Sibylle Blersch                                     | Suisse                                              | 3 h 28 min 46 s                                     |
| 4e      | 7 septembre 1996   | 1er                                                 | Marco Kaminski — 3e victoire                        | Suisse                                              | 2 h 55 min 7 s                                      | 38e                                                 | Isabella Moretti                                    | Suisse                                              | 3 h 27 min 57 s                                     |
| 5e      | 6 septembre 1997   | 1er                                                 | Marco Kaminski — 4e victoire                        | Suisse                                              | 2 h 58 min 43 s                                     | 30e                                                 | Franziska Rochat-Moser                              | Suisse                                              | 3 h 22 min 49 s                                     |
| 6e      | 5 septembre 1998   | 1er                                                 | Petr Kadlec                                         | Tchéquie                                            | 2 h 59 min 3 s                                      | 29e                                                 | Irina Kazakova                                      | France                                              | 3 h 23 min 53 s                                     |
| 7e      | 4 septembre 1999   | 1er                                                 | Marco Kaminski — 5e victoire                        | Suisse                                              | 2 h 54 min 34 s                                     | 31e                                                 | Svetlana Netchaeva                                  | Russie                                              | 3 h 23 min 38 s                                     |
| 8e      | 2 septembre 2000   | 1er                                                 | Sergey Kaledin                                      | Russie                                              | 2 h 59 min 33 s                                     | 23e                                                 | Svetlana Netchaeva — 2e victoire                    | Russie                                              | 3 h 22 min 4 s                                      |
| 9e      | 1er septembre 2001 | 1er                                                 | Chaham El Maati                                     | Maroc                                               | 2 h 56 min 37 s                                     | 28e                                                 | Marie-Luce Romanens                                 | Suisse                                              | 3 h 21 min 3 s                                      |
| 10e     | 6 septembre 2002   | 1er                                                 | Tesfaye Eticha                                      | Éthiopie                                            | 2 h 53 min 28 s                                     | 29e                                                 | Chantal Dällenbach                                  | France                                              | 3 h 25 min 18 s                                     |
| 11e     | 6 septembre 2003   | 1er                                                 | Jonathan Wyatt                                      | Nouvelle-Zélande                                    | 2 h 49 min 1 s                                      | 15e                                                 | Emebet Abossa                                       | Éthiopie                                            | 3 h 21 min 46 s                                     |
| 12e     | 11 septembre 2004  | 1er                                                 | Tesfaye Eticha — 2e victoire                        | Éthiopie                                            | 2 h 59 min 30 s                                     | 14e                                                 | Emebet Abossa — 2e victoire                         | Éthiopie                                            | 3 h 23 min 11 s                                     |
| 13e     | 10 septembre 2005  | 1er                                                 | Tesfaye Eticha — 3e victoire                        | Éthiopie                                            | 2 h 59 min 21 s                                     | 23e                                                 | Emebet Abossa — 3e victoire                         | Éthiopie                                            | 3 h 29 min 15 s                                     |
| 14e     | 9 septembre 2006   | 1er                                                 | Tesfaye Eticha — 4e victoire                        | Éthiopie                                            | 2 h 59 min 44 s                                     | 11e                                                 | Simona Staicu                                       | Hongrie                                             | 3 h 26 min 26 s                                     |
| 15e     | 8 septembre 2007   | 1er                                                 | Jonathan Wyatt — 2e victoire                        | Nouvelle-Zélande                                    | 2 h 55 min 33 s                                     | 21e                                                 | Anita Håkenstad                                     | Norvège                                             | 3 h 23 min 6 s                                      |
| 16e     | 6 septembre 2008   | 1er                                                 | Hermann Achmüller                                   | Italie                                              | 3 h 3 min 18 s                                      | 31e                                                 | Simona Staicu — 2e victoire                         | Hongrie                                             | 3 h 39 min 5 s                                      |
| 17e     | 5 septembre 2009   | 1er                                                 | Jonathan Wyatt — 3e victoire                        | Nouvelle-Zélande                                    | 2 h 58 min 33 s                                     | 35e                                                 | Claudia Landolt                                     | Suisse                                              | 3 h 34 min 24 s                                     |
| 18e     | 9 septembre 2010   | 1er                                                 | Marco De Gasperi                                    | Italie                                              | 2 h 56 min 42 s                                     | 36e                                                 | Simona Staicu — 3e victoire                         | Hongrie                                             | 3 h 33 min 45 s                                     |
| 19e     | 10 septembre 2011  | 1er                                                 | Markus Hohenwarter                                  | Autriche                                            | 3 h 1 min 52 s                                      | 22e                                                 | Aline Camboulives                                   | France                                              | 3 h 29 min 56 s                                     |
| 20e     | 8 septembre 2012   | 1er                                                 | Markus Hohenwarter — 2e victoire                    | Autriche                                            | 2 h 59 min 42 s                                     | 36e                                                 | Stevie Kremer                                       | États-Unis                                          | 3 h 22 min 42 s                                     |
| 21e     | 14 septembre 2013  | 1er                                                 | Geoffrey Ndungu                                     | Kenya                                               | 2 h 50 min 29 s                                     | 18e                                                 | Andrea Mayr                                         | Autriche                                            | 3 h 20 min 21 s                                     |
| 22e     | 12 septembre 2014  | 1er                                                 | Paul Maticha Michieka                               | Kenya                                               | 3 h 1 min 57 s                                      | 18e                                                 | Aline Camboulives — 2e victoire                     | France                                              | 3 h 27 min 20 s,                                    |
| 23e     | 12 septembre 2015  | 1er                                                 | Shaban Mustafa                                      | Bulgarie                                            | 3 h 2 min 37 s                                      | 18e                                                 | Aline Camboulives — 3e victoire                     | France                                              | 3 h 28 min 43 s                                     |
| 24e     | 10 septembre 2016  | 1er                                                 | Robbie Simpson                                      | Royaume-Uni                                         | 3 h 0 min 11 s                                      | 11e                                                 | Martina Strähl                                      | Suisse                                              | 3 h 19 min 15 s                                     |
| 25e     | 9 septembre 2017   | 1er                                                 | José David Cardona                                  | Colombie                                            | 2 h 56 min 20 s                                     | 9e                                                  | Maude Mathys                                        | Suisse                                              | 3 h 12 min 56 s                                     |
| 26e     | 8 septembre 2018   | 1er                                                 | Robbie Simpson — 2e victoire                        | Royaume-Uni                                         | 2 h 56 min 31 s                                     | 10e                                                 | Martina Strähl — 2e victoire                        | Suisse                                              | 3 h 14 min 36 s                                     |
| 27e     | 7 septembre 2019   | 1er                                                 | Robbie Simpson — 3e victoire                        | Royaume-Uni                                         | 2 h 59 min 29 s                                     | 39e                                                 | Simone Troxler                                      | Suisse                                              | 3 h 36 min 13 s                                     |
| -       | 12 septembre 2020  | Course annulée en raison de la pandémie de Covid-19 | Course annulée en raison de la pandémie de Covid-19 | Course annulée en raison de la pandémie de Covid-19 | Course annulée en raison de la pandémie de Covid-19 | Course annulée en raison de la pandémie de Covid-19 | Course annulée en raison de la pandémie de Covid-19 | Course annulée en raison de la pandémie de Covid-19 | Course annulée en raison de la pandémie de Covid-19 |
| 28e     | 11 septembre 2021  | 1er                                                 | José David Cardona — 2e victoire                    | Colombie                                            | 3 h 5 min 1 s                                       | 13e                                                 | Laura Hottenrott                                    | Allemagne                                           | 3 h 27 min 30 s                                     |
| 29e     | 10 septembre 2022  | 1er                                                 | Elhousine Elazzaoui                                 | Maroc                                               | 3 h 0 min 49 s                                      | 15e                                                 | Laura Hottenrott — 2e victoire                      | Allemagne                                           | 3 h 22 min 57 s                                     |
| 30e     | 9 septembre 2023   | 1er                                                 | Vitaliy Shafar                                      | Ukraine                                             | 3 h 4 min 32 s                                      | 25e                                                 | Theres Leboeuf                                      | Suisse                                              | 3 h 40 min 43 s                                     |
| 31e     | 7 septembre 2024   | 1er                                                 | Vitaliy Shafar — 2e victoire                        | Ukraine                                             | 3 h 4 min 10 s                                      | 14e                                                 | Susanna Saapunki                                    | Finlande                                            | 3 h 29 min 17 s                                     |

 Record de l'épreuve